# هولگر گولئار
هولگر گولئار (انگلیسی: Holger Guldager; ۱۶ سپتامبر ۱۹۰۴ – ۱۰ اوت ۱۹۸۶) دوچرخه‌سوار اهل دانمارک بود.